# Phil Laak
Philip 'Phil' Laak (Dublin, 8 september 1972) is een in Ierland geboren Amerikaans professioneel pokerspeler. Hij won in 2010 zijn eerste WSOP(E)-titel tijdens het £2,650 Six Handed No Limit Hold'em-toernooi, nadat hij in 2004 zijn eerste World Poker Tour-toernooi won, het Celebrity Invitational (een niet-open evenement).
Laak verdiende tot en met oktober 2024 meer dan $4.323.000,- in pokertoernooien, cashgames niet meegerekend. Hij draagt de bijnaam Unabomber. Dit omdat hij doorgaans met een capuchon en zonnebril op aan de pokertafel zit en daardoor uiterlijke gelijkenissen vertoont met Theodore Kaczynski.

## Wapenfeiten
Laak moest tot 2010 wachten op zijn eerste WSOP-titel, nadat hij die in 2005 op een haar na misliep. In het $2.500 Pot Limit Hold 'em-toernooi overleefde hij toen 423 van de 425 andere deelnemers. Hij verloor niettemin de heads up vervolgens van Johnny Chan, die daarmee zijn tiende titel binnenhaalde.
Naast zijn WSOP- en WPT-titels, won Laak onder meer het Partypoker.com World Open V (goed voor $250.000,-), de eerste William Hill Poker Grand Prix ($150.000,-) en verschillende 'weektoernooien' van het televisieprogramma Poker After Dark ($120.000,- per toernooizege). Tijdens de finaletafel van het Partypoker.com World Open V was hij te sterk voor onder meer zijn levenspartner Jennifer Tilly. In 2007 won Laak samen met profpokeraar Ali Eslami van Polaris, een door de Universiteit van Alberta ontworpen pokercomputer.

## Wereldrecord
Laak vestigde in juni 2010 een wereldrecord door 115 uur achter elkaar te pokeren. Daarmee verbrak hij Paul Zimblers oude record van ruim 78 uur. Laak speelde tijdens zijn recorddaad No Limit Hold'em met blinden van $10 en $20. Ieder uur had hij recht op vijf minuten rust, pauzes die hij ook mocht opsparen om er op een later moment meerdere ineens te nemen. Aan het eind van zijn recordpoging had hij  $6.766,- gewonnen. Dat geld doneerde hij aan een liefdadigheidsinstelling voor zieke kinderen die op zomerkamp gaan.

## WSOP
| Jaar                              | Toernooi                           | Prijs      |
| --------------------------------- | ---------------------------------- | ---------- |
| World Series of Poker Europe 2010 | £2.650 Six-Handed No-Limit Hold’em | £170.802,- |